# Вулканівка
Вулка́нівка (до 1948 — Джав-Тьобе, крим. Cav Töbe) — село Керченського району Автономної Республіки Крим.